# 光榮擂台
《光榮擂台》（英語：Hands of Stone）是一部2016年美國和巴拿馬合拍的傳記運動片，由強納森·賈庫波維茲執導和編劇，並與傑·魏斯勒德、卡洛斯·賈西亞·狄帕雷德斯、克勞汀·賈庫波維茲共同擔任監製。電影參考自克里斯汀·朱迪切所發表的書籍《Hands of Stone》，主要描述巴拿馬傳奇拳王羅伯特·杜蘭的傳記故事，由艾格·拉米瑞茲飾演杜蘭，其他主演包括勞勃·狄尼洛、亞瑟小子、魯賓·布萊茲與安娜·德哈瑪斯。
該片2016年5月16日在第69屆坎城影展上作全球首映，並由溫斯坦影業定檔2016年8月26日在美國上映。

## 劇情
故事敘述了擁有「頑石之拳」之稱的巴拿巴拳擊手羅伯特·杜蘭在職業生涯中，所經歷的高峰和谷底，以及他在世紀拳王賽中的經典對決。

## 演員
- 艾格·拉米瑞茲飾演羅伯特·杜蘭（英语：Roberto Durán）
- 勞勃·狄尼洛飾演雷·阿賽爾（英语：Ray Arcel）
- 亞瑟小子飾演舒格·雷·倫納德
- 奧斯卡·傑納達（英语：Óscar Jaenada）飾演夏弗蘭（Chaflan）
- 魯賓·布萊茲（英语：Rubén Blades）飾演卡洛斯·艾萊塔（Carlos Eleta）
- 艾倫·芭金飾演史蒂芬妮·阿賽爾（Stephanie Arcel）
- 安娜·德哈瑪斯飾演費莉西達·伊格萊西亞斯（Felicidad Iglesias）
- 約翰·特托羅飾演法蘭基·卡爾博（英语：Frankie Carbo）
- 約翰·達迪（英语：John Duddy）飾演肯·布坎南（英语：Ken Buchanan）

## 製作
《光榮擂台》2013年12月在巴拿馬開拍，於2014年3月結束。

## 發行

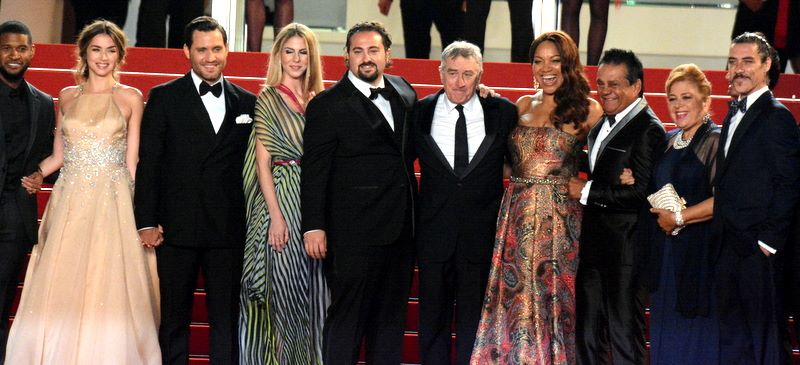
演員、工作人員和羅伯特·杜蘭本尊現身於第69屆坎城影展上

2015年5月，溫斯坦影業獲得了電影的美國發行權，並打算於兩千間戲院放映。電影定於2016年8月26日在美國的八百間戲院上映，8月31日前，戲院擴增至兩千五百間。

## 反響

### 評價
《光榮擂台》獲得的評價褒貶不一。爛番茄根據82條評論而持有44%的新鮮度，平均得分5.3／10；該網站共識：「《光榮擂台》的強力演員和引人入勝的真實生活故事都還不足以彌補其擁擠的敘事和公式化的劇本」。Metacritic得分55，評價兩極。
根據CinemaScore調查，觀眾的平均評價於A+至F間約落在「A+」。觀眾的反應比影評人好上許多。

### 票房
電影在北美於2016年8月26日上映，估計在首週末能從八百一十間戲院中獲得200萬至300萬美元的票房。在有限戲院放映的情況下，電影於首週末獲得170萬美元的票房，位居當週第十六。第二個週末，儘管放映的戲院增加至一千兩百零一間，但當週票房僅130萬美元，位居當週第二十。

## 外部連結
- 互联网电影数据库（IMDb）上《光榮擂台》的资料（英文）